# История почты и почтовых марок Ливана
История почты и почтовых марок Ливана, государства в Западной Азии, на восточном побережье Средиземного моря со столицей в Бейруте, охватывает период Османской империи (до 1918), французской военной оккупации (1918—1923), французской подмандатной территории (1923—1926) и Ливанской Республики (с 1926), находившейся под французским управлением до провозглашения независимости (в 1943). Эмиссия почтовых марок собственно для Ливана осуществляется с 1924 года. Ливан входит в число стран — членов Всемирного почтового союза (ВПС; с 1946), а его национальным почтовым оператором является компания LibanPost.

## Развитие почты

### Османская империя
До 1918 года почтовая территория Ливана была в составе Османской империи. Турецкое почтовое ведомство располагало примерно 200 почтовыми отделениями в этом регионе. С 1883 и по 1918 год на территории Ливана в обращении были почтовые марки Османской империи. Работали также иностранные почтовые отделения. В 1918 году ливанская территория была оккупирована англо-французскими войсками.

### Французский мандат
В 1920—1943 годах почтовая территория Ливана находилась под управлением Франции. Это произошло в результате того, что в 1920 году Лига Наций предоставила Франции мандат на Ливан, вступивший в силу 29 сентября 1923 года.
В 1923 году была учреждена почтовая администрация Сирии и Великого Ливана, и в том же году были эмитированы почтовые марки Франции с соответствующей надпечаткой. В состав серии входили 16 почтовых марок и 4 авиапочтовых марки, при этом имеются два тиража авиапочтовых марок, которые легко отличить по величине расстояния между строками надпечатки.
В 1924 году произошёл раздел единого почтового ведомства Сирии и Великого Ливана на два отдельных, а 23 мая 1926 года была провозглашена Ливанская Республика под контролем Франции.

### Независимый период
Независимость Ливана была провозглашена 22 ноября 1943 года. Ливан присоединился к ВПС 15 мая 1946 года.
Для почтовой корреспонденции в Ливане характерны большие объёмы почтовых отправлений, пересылаемых ливанскими банками и торговыми фирмами, в связи с чем почтовая администрация прибегала к многочисленным выпускам стандартных почтовых и авиапочтовых марок.
В современных условиях за почтовое обслуживание в стране отвечает компания LibanPost («Почта Ливана»).

## Выпуски почтовых марок

### Французский Великий Ливан
1 января 1924 года в Ливане поступили в обращение 14 собственных почтовых марок, которые были изготовлены с помощью надпечаток фр. «Grand Liban» («Великий Ливан») и номинала в местной валюте на почтовых марках Франции.
В июне 1924 года аналогичные надпечатки были сделаны на почтовых марках Франции с портретом Луи Пастера и на марках Олимпийского выпуска. В июле 1924 года появились новые почтовые марки с надпечатками на двух языках: французском и арабском. С того времени все надписи на почтовых марках Ливана выполняются на этих двух языках.
С 1925 года в Ливане были собственные оригинальные почтовые марки с надписью «Grand Liban» («Великий Ливан»). Первая серия почтовых марок оригинальных рисунков изображала национальное дерево Ливана — кедр, виды Бейрута и Триполи, руины Баальбека и другие сюжеты.

### Французская Ливанская Республика
После учреждения Ливанской Республики, контролировавшейся Францией, вначале, в 1927 году, на почтовых марках выпуска 1925—1926 годов были сделаны надпечатки «Republique Libanaise» («Ливанская Республика»). В 1928 году появилась дополнительная надпечатка того же текста на арабском языке. Впоследствии были эмитированы почтовые марки с непосредственным указанием названия новой республики.
В 1930 году вышла первая полноценная серия собственных коммеморативных марок, посвящённая конгрессу по разведению шелковичных червей, тиражом 40 тысяч серий. Дополнительно эти же марки были выпущены без зубцов.
Первый ливанский почтовый блок увидел свет в 1938 году и был посвящён десятилетию первого авиаперелёта по маршруту Марсель—Бейрут в зубцовом и беззубцовом варианте. Тираж последнего составил всего 300 экземпляров.
- Примеры почтовых марок Ливанской Республики под контролем Франции
- 1930: клеевая сторона марки из пейзажной серии
- 1938: президент Эмиль Эдде (Mi #244a; Yt #158; SG #237)
- 1942: эмир Башир II Шихаб (Mi #256; Yt #178)

### Независимость
По случаю первой годовщины независимости Ливанской Республики в 1944 году вышла серия из шести марок и шести блоков. Тираж блоков составил по 200 экземпляров. Были выпущены и беззубцовые марки тиражом в 300 серий. В 1946 году была изготовлена серия из 14 марок и блоков (в трёх вариантах).
В период с 1924 по 1963 год было выпущено 825 почтовых марок и 21 блок, на которых присутствовали французские надписи: «République Libanaise» («Ливанская Республика»); «Postes» («Почта»); «Liban» («Ливан»), а также арабские. Слово «Liban» на почтовых выпусках начали использовать с 1940-е годов. В настоящее время на всех почтовых марках Ливана указано просто «Liban».
- Примеры современных почтовых марок Ливана
- 2011: Арабская постоянная почтовая комиссия (Sc #672)
- 2014: политик Юсеф Карам Бей (Mi #1576; ВАРФ #LB016.14)

В Ливане выпускалось много стандартных почтовых марок для франкировки массы отправлений банков и фирм.

### Тематика
Выпускаемые памятные марки Ливана разнообразны по тематике, но она в основном отвечает тематике почтовых марок других арабских стран. Выпусками почтовых марок отмечаются дни независимости страны, юбилеи и заседания Лиги арабских государств, проводимые в Баальбеке фестивали, Олимпийские игры, дни ООН.
- Примеры тематических почтовых марок Ливана (2013)
- День матери (Mi #1556; ВАРФ #LB001.13)
- 15-летие почтовой компании LibanPost (Mi #1557; ВАРФ #LB002.13)
- Писатель Амин Маалуф (Mi #1558; ВАРФ #LB003.13)
- 70-летие независимости (Mi #1559; ВАРФ #LB004.13)
- Рождество — Санта-Клаус (Mi #1560; ВАРФ #LB005.13)

Из россики следует отметить выпуск Ливаном в 1971 году серии из двух почтовых марок в честь 100-летия со дня рождения В. И. Ленина.

## Другие виды почтовых марок

### Авиапочтовые
В 1924 году в Ливане появились четыре авиапочтовых марок, которые представляли собой почтовые марки Франции с надпечатками «Grand Liban» («Великий Ливан») и номинала в местной валюте. В 1925—1926 годах на некоторых почтовых марках из ливанской серии с оригинальными рисунками была сделана надпечатка слова «Avion» («Авиа») и силуэта самолёта, превращавшая их в авиапочтовые. В последующие годы на марках применялась надпись «Poste aérienne» («Авиапочта»), и известно большое количество авиапочтовых выпусков ввиду многочисленной корреспонденции банков и фирм.

### Доплатные
В 1924 году в почтовое обращение были также введены пять доплатных марок в виде почтовых марок Франции с теми же надпечатками «Grand Liban» («Великий Ливан») и номинала в местной валюте. В дальнейшем на марках указывалась надпись «Chiffre-taxe» («Доплата»), и всего до 1963 года было издано 68 доплатных марок.

### Почтово-благотворительные
В 1926 году в обращение поступил первый выпуск почтово-благотворительных марок, представлявший собой надпечатку на почтовых марках 1925—1926 годов на французском и арабском языках текста «Помощь беженцам» и величины дополнительного благотворительного сбора.

### Почтово-налоговые
С 1946 года в Ливане эмитируются почтово-налоговые марки. Вначале это были надпечатки на гербовых марках Ливана. Выпуск 1946 года применялся для взимания дополнительного сбора с почтовых отправлений в фонд ливанской армии. Выпуск 1948 года шёл на оказание помощи палестинским беженцам. С 1956 года начался выпуск почтового-налоговых марок оригинальных рисунков. В 1956 году это был налог в фонд помощи пострадавшим от наводнения, а в 1957—1962 годах — в фонд восстановления. При пересылке почтовой корреспонденции как внутри страны, так и в арабские государства отправители были обязаны приобретать и наклеивать эти марки.

## Иностранные почтовые отделения в Бейруте
В османский период в Бейруте действовали иностранные почтовые отделения Австрии, Великобритании, Египта, Франции, Германии, Италии и Российской империи. Учреждения французской, русской и британской почты прекратили свою работу в 1914 году, когда началась Первая мировая война.

### Французская почта
В XIX веке французское почтовое отделение было открыто около 1840 года, и здесь применялись французские почтовые марки приблизительно с 1858(?) по 1885 год. Для гашения на почтовых отправлениях употреблялись номерные почтовые штемпели — 3706 (с малыми цифрами) и 5082 (с большими цифрами).
В XX веке французская почта начала работать в Бейруте в 1905 году и была закрыта там в 1914 году. На одной из французских почтовых марках была сделана надпечатка «Beyrouth» («Бейрут»), и таким образом была эмитирована одна почтовая марка. Этот временный выпуск был осуществлён 17 января 1905 года.

### Британская почта
Впервые отделение британской почты было открыто в Бейруте около 1873 года. В последующем английские почтовые учреждения функционировали в городе в 1906—1914 годах. В качестве знков почтовой оплаты здесь применяли британские марки, которые гасились на корреспонденции номерным почтовым штемпелем G06, а также марки Британского Леванта. Во временном почтовом обращении была одна особая почтовая марка, которая появилась 2 июля 1906 года и была выполнена в виде надпечатки на британской почтовой марке слова англ. «Levant» («Восток»).

### Русская почта
Отделение русской почты (РОПиТа) работало в Бейруте в 1857—1914 годах и обычно использовало почтовые марки Российской империи или русского Леванта. Российские марки были в почтовом употреблении в 1863—1865 годах и гасились номерным почтовым штемпелем 783. В 1865—1868 годах использовались марки РОПиТа. Было несколько выпусков в 1879 году и в 1909—1910 годах специально для Бейрута. Это были надпечатки на почтовых марках Российской империи слова фр. «Beyrouth» («Бейрут») и нового номинала в турецкой валюте (1 пиастр = 40 пара). Всего были эмитированы девять подобных марок.

### Австрийская и германская почты
Для работавших в Бейруте австрийского и германского почтовых отделений специально почтовых марок не выпускалось.

## Оккупационные выпуски

### Французская оккупация
После поражения турок в сентябре 1918 года Ливан попал под французскую военную оккупацию. В 1919—1923 годах в почтовом обращении находились почтовые марки Франции, надпечатанные для использования в Сирии: с надпечатками «T. E. O.» («Territoires ennemis occupés» — «Оккупированные территории противника») или «O. M. F. Syrie» («Occupation militaire francaise Syrie» — «Французская военная оккупация Сирии») и новой стоимости:
- Примеры французских оккупационных выпусков  для использования во время военной оккупации Сирии и Ливана
- Французская марка колониального типа для Леванта с надпечаткой «T. E. O.» и нового номинала в 4 милльема, 1919 (Mi #105; Yt #14; SG #14)
- Гашёная французская почтовая марка типа «Мерсон»[фр.] с надпечаткой «O. M. F. Syrie» и нового номинала в 2 пиастра, 1921 (Mi #195; Yt #63)

### Египетская экспедиционная армия
В период с 21 октября 1918 года по сентябрь 1920 года в Ливане использовались почтовые марки британской Египетской экспедиционной армии с надписью англ. «EEF» («Египетские экспедиционные войска»), а затем почтовые марки для Палестины. Вскоре эти знаки почтовой оплаты были изъяты из обращения, и вместо них в дальнейшем употреблялись марки французских оккупационных выпусков для Сирии.